# Timornattskärra
Timornattskärra (Caprimulgus ritae) är en fågel i familjen nattskärror.

## Utbredning och systematik
Timornattskärra beskrevs som ny art först 2024. Den är den del av artkomplexet kring bredstjärtad nattskärra, men skiljer sig från sina närmaste släktingar genetiskt, morfologiskt och i läten. Fågeln förekommer på Timor, Wetar och Rote i östra Små Sundaöarna.

## Status
IUCN erkänner den ännu inte som art, varför dess hotstatus inte bedömts formellt.